# Champignolles (Eure)
Champignolles era una comuna francesa que estaba situada en el departamento de Eure, de la región de Normandía que el 1 de enero de 2019 pasó a formar parte de la comuna nueva de La Vieille-Lyre como comuna delegada.

## Geografía
La comuna de Champignolles se encuentra en el valle del Risle, y era hasta su fusión la comuna menos poblada del departamento de Eure.

## Historia
- Se encontró en el siglo XII bajo la influencia del feudo de Conches que pertenecía a Raoul de Tosny.[5]
- El molino señorial fue destruido en el siglo XV por el duque de Lancastre, durante la toma de Conches.[5]

## Demografía
| Gráfica de evolución demográfica de Champignolles entre 1800 y 2016 |
|                                                                     |

Los datos demográficos contemplados en este gráfico de la comuna de Champignolles se han cogido de 1800 a 1999 de la página francesa EHESS/Cassini, y los demás datos de la página del INSEE.

## Riesgos
La prefectura del departamento de Eure incluye la comuna en la previsión de riesgos mayores por:
- Presencia de cavidades subterráneas.
- Riesgos por inundación.

## Lugares y monumentos
- Iglesia de Saint-Gilles–Saint-Loup